# 자존성
자존성(Aseity)은 존재함에 있어서 다른 어떤 것에 의존하지 않고 스스로 가능한 성질을 말한다.  주로 기독교의 교리체계에서 하나님의 속성을 말할 때 쓰이며 비공유적 속성으로 분류된다. 처음에 이 낱말의 사용은 적어도 플라톤에서 부터이며 어거스틴이후로 사용되었고 종교개혁시대 이후로 더 많이 사용되었다.

## 의미
자존성은 두 가지의 의미를 가지는 데, 적극적인 것과 소극적인 것 또는 절대적 독립성과 자기 스스로 존재하는 것이다. 소극적인 의미는 하나님이 제 1차 원인이 되는 것으로 하나님이 모든 것의 원인이 된다는 의미이다.  적극적인 의미는 하나님이 완전히 자족하시며, 그의 존재에 대한 중분한 이유를 갖고 있다는 것이다. 

## 신학자들의 해석
- 헤르만 바빙크는 하나님의 독립성이 창조자와 피조물 사이에 측량할 수 없는 차이를 명시적이고 명확하게 한다고 하였다.  이것을 그는 "자기 보존을 위한 욕망"으로 발전시켰다.[1]
- 리처드 멀러는 성자 하나님의 자존성을 성부로부터 성자가 영원 생성설 한것과 일치하도록 하는 것이 개혁주의의 전통이라고 보았다.[2]
- 야코부스 아르미니우스는 성자하나님의 자존성을 부인하였다.  결국, 그는 성자하나님의 존재론적 종속론을 가르치는 결과를 가져와서, 고소를 당하였다.[3]

## 같이 보기
- 이타주의
- 존재론
- 마르틴 하이데거
- 유아론

1. ↑  Bavinck, Herman, 1854 - 1921. VerfasserIn. 《Reformed dogmatics》. ISBN 0-8010-2655-5.
2. ↑  “Scott Swain On Warfield’s Revision Of The Doctrine Of The Trinity” (미국 영어). 2018년 4월 25일. 2020년 6월 18일에 확인함.
3. ↑  Fesko, J. V., 1970-. 《The theology of the Westminster standards : historical context and theological insights》. Wheaton, Illinois. 183쪽. ISBN 978-1-4335-3311-2.